# Iglesia de San Miguel (Alcora)
La iglesia de San Miguel de Alcora, en la comarca del Alcalatén, provincia de Castellón, es un monumento declarado Bien de Relevancia Local, con código de identificación 12.04.005-008, según la Disposición Adicional Quinta de la Ley 5/2007, de 9 de febrero, de la Generalidad Valenciana, de modificación de la Ley 4/1998, de 11 de junio, del Patrimonio Cultural Valenciano (DOCV Núm. 5.449 / 13/02/2007).
La iglesia está ubicada en la Foia de l’Alcatén.

## Historia
Originariamente, la iglesia era tan solo la ermita de la aldea de La Foia, la cual se encuentra a 4 kilómetros al norte de Alcora, siguiendo la carretera CV-190 en dirección a Figueroles, poco antes de su confluencia con la CV-165 que lleva a Costur. Se trata de una aldea ubicada en el valle que forma el barranco de su nombre, al pie del Tossal de la Ferrisa, con una escasa población de apenas 150 habitantes.
La actual iglesia parroquial y antigua Ermita de San Miguel, se encuentra frente a una plaza en la parte norte del núcleo urbano. El templo original se construyó en 1629, gracias a la contribución dineraria de un matrimonio, Miguel Vilar y Úrsula Marqués, quienes querían que el templo tuviera las mismas dimensiones que el Ermitorio de San Salvador.

## Descripción
Se trata de una iglesia de estilo renacentista y planta de nave única y forma rectangular con tres altares, el mayor y dos laterales; pudiéndose destacar la cúpula central que externamente se remata con una cruz sobre una esfera. En la fachada principal se abre la única puerta de acceso al templo, sobre escalinata y con arco de medio punto. Se remata la misma con una espadaña, moderna, con dos campanas.
En la iglesia se venera a San Miguel, conservándose también la Vera Cruz con un magnífico relicario de estilo barroco. La pila bautismal, de gran riqueza por sus pavimentos de la Real fábrica del Conde de Aranda con alegorías al "Hortus Conclusus", se ubica en una de las capillas lateral, en concreto en la de la Virgen del Rosario, que presenta remate interior en cúpula sobre pechinas y tambor octogonal con óculos, y externamente cubierta con tejas de cerámica azul y blanca. También pueden observarse lienzos siglo XVIII de la escuela valenciana y tallas siglo XVII.